# Euro Daewoo

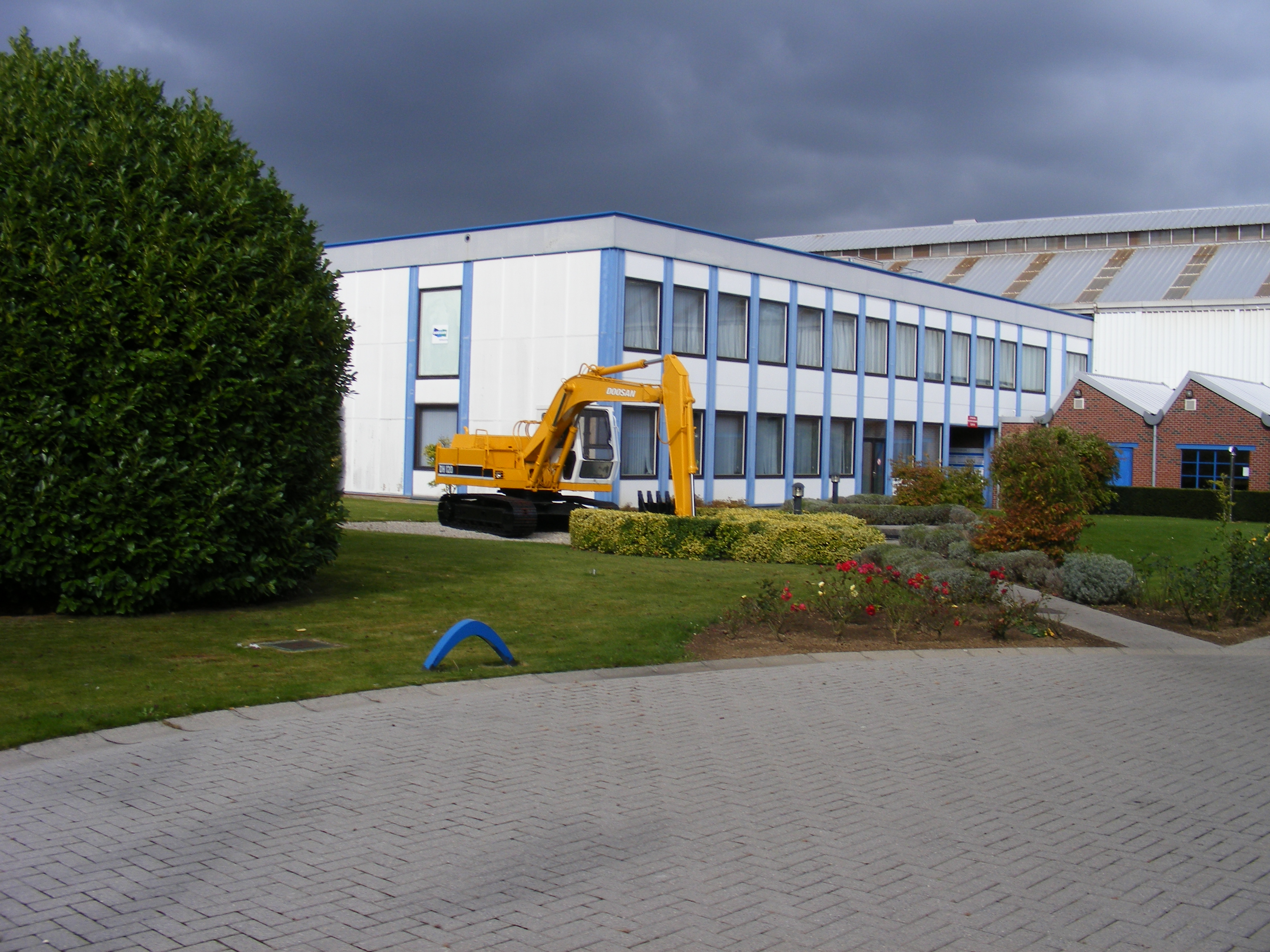
Euro Daewoo

Euro Daewoo S.A. was een Europese fabriek van bouwmachines, onderdeel van Daewoo Heavy Industries and Machinery, gevestigd in Frameries in de Belgische provincie Henegouwen. De fabriek was onderdeel van het Daewoo-concern en werd gerealiseerd in de panden van de failliete firma CBM (Compagnie Belge de Matériel Minier et Industriel S.A.), een dependance van Westfalia Lünen en toeleverancier van Caterpillar. In 1992 begon de productie en in 1996 werd de fabriek uitgebreid. Het was de eerste fabriek van Daewoo in Europa.
In 2005 werd de vestiging overgenomen door de Doosan Group en hervormd tot Doosan Infracore Europe. De fabriek werd in 2016 gesloten.